# Google Summer of Code
Google Summer of Code (Googleサマーオブコード 略称GSoC) は2005年の5月から8月に初めて開催され、その後毎年行われている恒例のイベントで、Googleが自由ソフトウェアやオープンソースのプロジェクトを指定し、その夏の間に課題をクリアした数百人の学生に賞金を支払う制度である。参加資格は18歳以上の学生で、これを補完する無制限部門 Google Highly Open Participation Contest（英語）は18歳未満を対象に含める。
イベントの名称は1967年の Summer of Love（1960年代のカウンターカルチャー）に由来し、発想そのものはGoogle創業者のセルゲイ・ブリンとラリー・ペイジから引き継いでいる。プログラムマネージャのレスリー・ホーソン Leslie Hawthorn は2006年からプロジェクトに関わり、2007年に管理者となった。

## 概要
このプログラムはまず、参加資格のある学生が実施したいソフトウェアプロジェクトを詳述した申込書を提出すると、その分野に対応する参加組織の審査を受ける。組織は貢献できると判断した学生プロジェクト毎に指導者を配置する責任を負い、指導者は申込書をランク付けした一覧をGoogleに送る。Googleでは各組織に割り当てるプロジェクト（学生）件数を決め、採択するプロジェクトは一覧の上位から年ごとに選択する。
1人の学生が複数の参加組織に選ばれた場合、Googleは組織間の調停を行い、どの組織がその学生を受け持つかを決める。その学生を獲得できなかった組織には、次点の申込書が自動的に繰り上がって割り当てられる。

## コミュニティに慣れる期間
学生には、プログラムが採用されてから実際にプロジェクトを開始するまで準備期間が1カ月以上与えられ、その間に自分を担当する組織のやり方を学ぶ。GoogleのホーソンPMは2007年4月に次のように説明した。「締め切りまで時間的な余裕のある状況の方が、仲間となる開発者と関係を築きやすいと考えている。経験上、ほとんどの人は最初のパッチを送るまでの数週間や数ヶ月間にプロジェクトのチャットルーム（IRCチャネル）に入って自己紹介をし、知り合いを作ろうとするからだ。」

## 歴史

### 2005年
2005年、200人の募集に対して応募件数は8740人以上と大幅に差ができたため、Googleは募集枠を419人に増やして対応した。
指導にあたる組織は申込書の審査と選択を行い、プロジェクト案を学生が完遂できるようガイダンスなどの指導をした。その組織の期待するレベルでプロジェクトを完了させた学生には賞金4500ドルとSoC特製Tシャツが、また指導にあたった組織には学生1人あたり500ドルが贈呈された。2005年は約80%のプロジェクトが成功裡に完了したが、成功率は組織によって様々である。例えば、Ubuntuでの成功率は64%、KDEでの成功率は67%である。一部のプロジェクトは夏が過ぎても継続されていった。
第1回SoC開催に対してオープンソース組織側から準備期間が短いという批判があったにもかかわらず、参加組織は41件を数え、FreeBSD、Apache、KDE、Ubuntu、Blender、en:mozdev.org（英語）と当然ながらGoogleも参加した。
多くのプロジェクトはSoCイベント期間が過ぎると停止した。当時のGoogleの担当マネージャ Chris DiBona のブログによると「約30%の学生が SoC の期間を過ぎると活動停止」したという。Mozillaの開発者 Gervase Markham は、SoC で行われたMozillaプロジェクト10件のうちイベント終了後まで生き延びたものはないとコメントしている。しかし、Gaimのプロジェクトのように、そのコード修正が更新版の Gaim 2.0 に取り込まれた例もある。XMPPとKDEでも一部のプロジェクトは終了をまぬがれた。

### 2006年
2006年には約6000の申し込みがあった。前年より少ないのは、Googleアカウントの取得が義務付けられたためで、それによってスパムが排除された。Googleや参加組織は申込書のレベルが高くなったとしている。参加組織数もほぼ3倍の102件に伸び、新たに参加した組織としては、Debian、GNUプロジェクト、Gentoo Linux、Adium、PHPなどがある。Googleは約600件のプロジェクトの後援を決定した。
申込み期限は2006年5月9日午前11:00 (PDT) まで延長された。結果発表は同午後 5時ちょうどを予定していたが、Googleの予想に反する事態となり調整に手間取って発表日時は大幅に延期される。Googleでは学生1人につき後援組織1件としていたが、実際には同じ学生を複数の組織が選んだため重複の調停に時間がかかり、採用通知は5月24日の同午前 3:13 にようやく発信される。ところがその際、不採用の1600件の申込者にも「採用」と通知する手違いが発生、DiBona 担当マネージャ (当時) が同午前 3:38付で公式メーリングリストに謝罪を投稿する顛末があった。「大変申し訳ない。メールを2通受け取って1通が採用、もう1通が不採用の場合、決定は不採用を意味している」とした。
Googleは公式サイトに最終的な採用プロジェクトの一覧を掲載し個々のプロジェクトの提案書（申込書）も公開したところ、参加者からプライバシー侵害だという訴えを受け、数時間後には閲覧できなくしている。その後、個人情報を含む申込書とは別に、参加者から公開できる概要的なメッセージをGoogleに提供してもらい、問題を解決した。
SoC 2006 は同年9月8日に終わり、Google発表では参加学生の82%が肯定的評価を受けたという。

### 2007年
2007年、131組織が参加し、学生登録は900人超、全組織で合計1500人近くの指導者が活動した。
学生が申請できるプロジェクトは上限20件、採用は1件と明示され、Googleは6200件弱の申込書を受け付けた。
採用件数を確保するため、Googleは申込み期限を3月24日から3月26日に、さらに3月27日に先送りしている。

### 2008年
2008年、参加するオープンソース組織は174と大幅に増えた。Googleは組織選択の基準として、プロジェクトの目的、学生に与えるアイデア、学生をうまく率いる指導者の存在を挙げている。7100件弱の申込みがあり、1125件が採用された。

### 2009年
2009年は70カ国から1000人の学生が参加、150のオープンソース団体、60カ国1991人の指導者が活動を行った。85%の学生が肯定的評価を受けた。

### 2010年
2010年は69カ国から1026人の学生が参加、150のオープンソース団体、52カ国2045人の指導者が活動を行った。89%の学生が肯定的評価を受けた。

### 2011年
2011年は68カ国から1115人の学生が参加し175のオープンソース団体、55カ国2096人の指導者が活動を行った。88%の学生が肯定的評価を受けた。日本から登録。

### 2012年
2012年は69カ国から1212人の学生が参加し180のオープンソース団体、66カ国2220人の指導者が活動を行った。88.5%の学生が肯定的評価を受けた。

### 2013年
2013年は70カ国から1192人の学生が参加し177のオープンソース団体、70カ国2212人の指導者が活動を行い、日本からの参加も呼びかけがあった。88.9%の学生が肯定的評価を受けた。

### 2014年
2014年は72カ国から1307人の学生が参加した。そして190のオープンソース団体、78カ国から2491人の指導者が活動を行った。89.7%の学生が肯定的評価を受けた。

### 2015年
2015年の学生参加者は73カ国の1051人、オープンソース団体137件、68カ国1903人の指導者が活動を行った。88.2%の学生が肯定的評価を受けている。
2015年の開催は同年2月9日にGoogle社から公表され、同3月2日発表により参加予定のオープンソースの企画と団体が137件であり、Mozilla、Linux Foundation財団、トープロジェクト (en) の申し込みが伝えられた。学生枠の登録は同3月16日に受付開始、審査の結果、4月27日に1051件の受理が発表される。その内訳は人数順にインド (335人)、アメリカ (127人)、スリランカ (58人) である。

### 2016年
2016年2月9日、Google社から同年の開催と参加団体の登録締め切りが同2月19日であることが公表され、学生企画の登録期間は同3月14日から25日とされた。登録を受理された団体は180件、申請のあった学生企画は7543件 (申請者は142ヵ国5107人)、学生の登録者総数は1万8981人  (前年比36%増) である。同4月22日に学生企画の審査結果を発表、1206件が通過した。

### 2017年
デジタルペイントスタジオのkrita財団の担当する学生4人が参加した。

### 2018年
212団体の登録を受理。

### 2019年
207団体の登録を受理。